# Waterford FC
Waterford Football Club är en fotbollsklubb från Waterford i Irland.

## Meriter
- League of Ireland mästare: 6 (1966, 1968, 1969, 1970, 1972, 1973)[1]
- Cupmästare: 2 (1937, 1980)[2]

## Placering tidigare säsonger
| Säsong | Nivå | Liga             | Placering | Referens | Kommentar                             |
| ------ | ---- | ---------------- | --------- | -------- | ------------------------------------- |
| 2005   | 1    | Premier Division | 8         | [ 3 ]    |                                       |
| 2006   | 1    | Premier Division | 11        | [ 4 ]    |                                       |
| 2007   | 1    | Premier Division | 11        | [ 5 ]    | Nedflyttad till First Division 2008   |
| 2008   | 2    | First Division   | 3         | [ 6 ]    |                                       |
| 2009   | 2    | First Division   | 4         | [ 7 ]    |                                       |
| 2010   | 2    | First Division   | 2         | [ 8 ]    |                                       |
| 2011   | 2    | First Division   | 5         | [ 9 ]    |                                       |
| 2012   | 2    | First Division   | 2         | [ 10 ]   |                                       |
| 2013   | 2    | First Division   | 4         | [ 11 ]   |                                       |
| 2014   | 2    | First Division   | 7         | [ 12 ]   |                                       |
| 2015   | 2    | First Division   | 7         | [ 13 ]   |                                       |
| 2016   | 2    | First Division   | 5         | [ 14 ]   |                                       |
| 2017   | 2    | First Division   | 1         | [ 15 ]   | Uppflyttad till Premier Division 2018 |
| 2018   | 1    | Premier Division | 4         | [ 16 ]   |                                       |
| 2019   | 1    | Premier Division | 6         | [ 17 ]   |                                       |
| 2020   | 1    | Premier Division | 5         | [ 18 ]   | Pandemin                              |
| 2021   | 1    | Premier Division | 9         | [ 19 ]   |                                       |
| 2022   | 2    | First Division   | 2         | [ 20 ]   |                                       |
| 2023   | 2    | First Division   | 2         | [ 21 ]   | Uppflyttad till Premier Division 2024 |
| 2024   | 1    | Premier Division | 7         | [ 22 ]   |                                       |